# Paulo Sérgio Rosa
Paulo Sérgio Rosa Barroso, meglio noto come Viola (San Paolo, 1º gennaio 1969), è un ex calciatore brasiliano, Campione del Mondo con la Nazionale brasiliana nel 1994, attaccante.

## Caratteristiche tecniche
Giocó come attaccante centrale.

## Carriera

### Club
Nel 1988, durante la finale del Campionato Paulista tra Corinthians e Guarani, Viola entrò al posto del titolare Edmar, e al quinto minuto del primo tempo supplementare, segnò il gol che diede la vittoria al Corinthians.
Viola, dopo tre mesi senza marcature, si trasferì prima al São José e successivamente all'Olímpia; nel 1992 tornò al Corinthians, dove segnando molto sia nel brasileirão che nel campionato Paulista, si mise in evidenza a livello nazionale e internazionale, arrivando ad ottenere la convocazione nel Brasile e il trasferimento europeo al Valencia, in Spagna. Lo scarso adattamento fece sì che tornasse al Palmeiras dopo una sola stagione, e nel 1998 giocò nel Santos. Con il club del Vila Belmiro, fu capocannoniere del Campeonato Brasileiro Série A 1998 e vinse la Coppa CONMEBOL.
Nel 1999 si trasferì nello stato di Rio de Janeiro per giocare nel Vasco da Gama, con il quale vinse la Copa João Havelange e la Coppa Mercosur. Nel 2001 Viola tornò al Santos e poi al Gaziantepspor, in Turchia; di ritorno in Brasile nel 2004, giocò per il Guarani, ma nonostante le buone prestazioni non riesce ad evitare la retrocessione del club in Série B.
L'anno successivo Viola firmò un contratto con il Bahia per disputare il Campeonato Brasileiro Série B 2005. Viola fu il giocatore più pagato della squadra, con uno stipendio di 70.000 reais al mese, ma nonostante alcuni gol decisivi, il club retrocesse comunque in Série C.
Sempre nel 2005, Viola si trasferì al Flamengo, per migliorare il rendimento dell'attacco rubronegro, fino ad allora il peggiore del campionato, ma non debuttò mai.
Tra la fine del 2005 e l'inizio del 2006, fu arrestato per detenzione illegale di un'arma (una spingarda). Viola passò quindi tre giorni nella prigione di Barueri, ma questo non impedì lo svolgimento delle trattative per il passaggio del giocatore alla Juventus-SP in vista del campionato Paulista.
Nel febbraio 2007 fu contattato dalla UNITRI per giocare nell'Uberlândia, squadra che disputava il Módulo II del campionato Mineiro. Dopo due sole reti segnate, a causa di problemi disciplinari gli fu rescisso il contratto dal club prima della fase finale del campionato.
Nel 2008 tornò a Rio de Janeiro per giocare nel Duque de Caxias, che partecipava al campionato Carioca. Firmò un contratto di quattro mesi, terminato il quale si trasferì all'Angra dos Reis; il 16 dicembre fu annunciato dal Resende l'avvenuto accordo con il giocatore, che fu presentato il 9 gennaio 2009.

### Nazionale
È stato convocato in Nazionale per il campionato del mondo 1994 tenutosi negli Stati Uniti d'America; giocò nella finale contro l'Italia durante i tempi supplementari.

## Statistiche

### Cronologia presenze e reti in nazionale
| Cronologia completa delle presenze e delle reti in nazionale ― Brasile | Cronologia completa delle presenze e delle reti in nazionale ― Brasile | Cronologia completa delle presenze e delle reti in nazionale ― Brasile | Cronologia completa delle presenze e delle reti in nazionale ― Brasile | Cronologia completa delle presenze e delle reti in nazionale ― Brasile | Cronologia completa delle presenze e delle reti in nazionale ― Brasile | Cronologia completa delle presenze e delle reti in nazionale ― Brasile | Cronologia completa delle presenze e delle reti in nazionale ― Brasile |
| Data                                                                   | Città                                                                  | In casa                                                                | Risultato                                                              | Ospiti                                                                 | Competizione                                                           | Reti                                                                   | Note                                                                   |
| ---------------------------------------------------------------------- | ---------------------------------------------------------------------- | ---------------------------------------------------------------------- | ---------------------------------------------------------------------- | ---------------------------------------------------------------------- | ---------------------------------------------------------------------- | ---------------------------------------------------------------------- | ---------------------------------------------------------------------- |
| 21-6-1993                                                              | Cuenca                                                                 | Cile                                                                   | 3 – 2                                                                  | Brasile                                                                | Coppa America 1993 - 1º turno                                          | -                                                                      | 46’                                                                    |
| 16-12-1993                                                             | Guadalajara                                                            | Messico                                                                | 0 – 1                                                                  | Brasile                                                                | Amichevole                                                             | -                                                                      | 80’                                                                    |
| 3-5-1994                                                               | Florianópolis                                                          | Brasile                                                                | 3 – 0                                                                  | Islanda                                                                | Amichevole                                                             | 1                                                                      | 64’                                                                    |
| 8-6-1994                                                               | San Diego                                                              | Brasile                                                                | 8 – 2                                                                  | Honduras                                                               | Amichevole                                                             | -                                                                      | 87’                                                                    |
| 12-6-1994                                                              | Fresno                                                                 | El Salvador                                                            | 0 – 4                                                                  | Brasile                                                                | Amichevole                                                             | -                                                                      | Ingresso                                                               |
| 17-7-1994                                                              | Pasadena                                                               | Brasile                                                                | 0 – 0 dts (3 – 2 dtr)                                                  | Italia                                                                 | Mondiali 1994 - Finale                                                 | -                                                                      | 106’                                                                   |
| 23-12-1994                                                             | Porto Alegre                                                           | Brasile                                                                | 2 – 0                                                                  | Jugoslavia                                                             | Amichevole                                                             | 1                                                                      | 80’                                                                    |
| 29-3-1995                                                              | Goiânia                                                                | Brasile                                                                | 1 – 1                                                                  | Honduras                                                               | Amichevole                                                             | -                                                                      |                                                                        |
| Totale                                                                 |                                                                        | Presenze                                                               | 8                                                                      |                                                                        | Reti                                                                   | 2                                                                      |                                                                        |

## Palmarès

### Club

#### Competizioni statali
- Campionato paulista: 2

Corinthians: 1988, 1995

#### Competizioni nazionali
- Coppa del Brasile: 1

Corinthians: 1995
- Campionato brasiliano: 1

Vasco da Gama: 2000

#### Competizioni internazionali
- Coppa CONMEBOL: 1

Santos: 1998
- Coppa Mercosur: 1

Vasco da Gama: 2000

### Nazionale
- Campionato mondiale: 1

Stati Uniti 1994

### Individuale
- Capocannoniere del Campionato Paulista: 1

1993 (20 gol)
- Capocannoniere del Campionato brasiliano: 1

1998 (21 gol)
- Capocannoniere della Coppa CONMEBOL: 1

1998 (4 gol)